# Classe Ronis
Les sous-marins de la classe Ronis ont été construits en France pour la marine lettone en 1925. Ils ont été acquis par l'Union soviétique en 1940 à la suite de l'annexion de la Lettonie par la marine soviétique. Ils ont été sabordés à Liepāja en juin 1941 alors que les forces allemandes étaient sur le point de s'emparer du port. Les coques ont été renflouées en 1942 et mises au rebut.

## Conception
Les bateaux étaient de petits sous-marins côtiers construits selon une conception française (projet Loire-Simonet) des Ateliers et Chantiers de la Loire à Nantes. Ronis a été construit à Nantes et Sidola au Ateliers et Chantiers Jacques-Augustin Normand au Havre.
Les sous-marins de la classe Ronis étaient propulsés par deux arbres entraînés par deux moteurs diesel Sulzer pour se déplacer en surface et de deux moteurs électriques en plongée. Ils étaient armés de six tubes lance-torpilles de 21 pouces (533 mm) dont deux situés à l'avant et quatre situés dans deux montures jumelles tournantes externes. La classe Ronis était également armée d'un canon de pont principal de 75 millimètres et deux mitrailleuses de 7,62 mm.

## Navires
| Nom     | Constructeur                  | Quille | Lancement        | Mis en service | Sort                    |
| ------- | ----------------------------- | ------ | ---------------- | -------------- | ----------------------- |
| Ronis   | AC de la Loire, Nantes        | 1925   | 1er juillet 1926 | 1927           | Sabordé le 24 juin 1941 |
| Spidola | AC Augustin Normand, Le Havre | 1925   | 6 octobre 1926   | 1927           | Sabordé le 24 juin 1941 |

## Historique du service
Les deux sous-marins ont été commandés en 1925 dans le cadre de l'expansion de la marine lettone. Construits en France, les sous-marins faisaient partie du plan de la marine pour garder les côtes de la Lettonie. Avec le début de la Grande Dépression, la marine lettone ne comptait que les deux sous-marins et deux dragueurs de mines acquis dans les années 1920. En 1940, la Lettonie est devenue une République socialiste soviétique et la marine lettone a été incorporée à la flotte de la Baltique en août 1940, conservant leurs noms d'origine. Au début la Seconde Guerre mondiale, les sous-marins de la classe Ronis ont participé à des opérations dans la mer Baltique.
Les deux sous-marins ont été envoyés à Liepāja en 1941 où ils devaient être révisés en juillet. Cependant, avec les Allemands approchant de la ville, les Soviétiques, par ordre du commandant du destroyer "Lénine", ont été forcés de faire sauter et de saborder les deux sous-marins le 24 juin 1941 pour empêcher leur capture. Liepaja a été capturée le 29 juin par les Allemands. Renfloués par les allemands, ils ont été mis au rebut en 1943.